# Hoplitis micheneri
Hoplitis micheneri är en biart som beskrevs av Theodore Mitchell 1962. Den ingår i släktet gnagbin och familjen buksamlarbin. Inga underarter finns listade i Catalogue of Life.

## Beskrivning
Arten har svart grundfärg och ett avlångt huvud. Vingarna hos hanen är lätt rökfärgade utom den innersta, klara delen, hos honan är de klara i hela sin utsträckning. Ribborna och vingfästena är brunsvarta. Mandiblerna har tre tänder vardera hos honan, två hos hanen. Behåringen är riklig och ljus kring antennerna, på ansiktets nederdel och över större delen av mellankroppen, speciellt hos honan. Resterande delar av kroppen har gles behåring; tergiterna 1 till 4 hos honan, 1 till 5 hos hanen, har dock vitaktiga hårband längs bakkanternas sidor. Honans scopa, hårborsten på buksidan som hon använder för att samla pollen åt larverna, är blekgul. Arten är liten; kroppslängden är 7 till 8 mm hos honan, 6 till 8 mm hos hanen.

## Utbredning
Hoplitis micheneri förekommer vid USA:s östkust från North Carolina över Georgia till Florida, samt i Mellanvästra USA (Kansas och Missouri). Arten är förhållandevis sällsynt.

## Ekologi
Arten är vårflygande och oligolektisk, den är specialiserad på ärtväxter (i synnerhet segelbuske) för pollenhämtning. Den har dock iakttagits även på ärtväxten gul sötväppling och på rosväxter som hallonsläktet.
Som alla gnagbin är arten solitär, honan svarar själv för bobyggnaden och omsorgen om avkomman. Bona förläggs troligtvis i övergivna insektgångar i gamla träd.